# Schatullmakare
Schatullmakare var från omkring 1740 till 1800-talets början en benämning på möbelsnickare, ibland även på ebenist. Schatull är ett litet skrin, ofta i elegant utförande, som till exempel kan användas för att förvara bestick i.

## Svenska schatullmakare
Kända svenska schatullmakare inkluderar:
- Georg Haupt
- Jonas Hultsten
- Gottlieb Iwersson
- Jöns Ljungberg
- Christian Linning
- Johan Christian Linning
- Adolph Scherling
- Daniel Sehfbom